# John Theodore Tussaud
Pour les articles homonymes, voir Tussaud.
John Theodore Tussaud, né le 2 mai 1858 à Kensington (Londres) et mort le 13 octobre 1943 à Londres, est un sculpteur anglais.

## Biographie
John Theodore Tussaud naît le 2 mai 1858 à Kensington. Il est le fils et l'élève de Joseph Randall Tussaud, et  l'arrière-petit-fils de Marie Grosholtz et auteur de La vie romanesque de Mme Tussaud.
Il contribue à plus de 1000 modèles de célébrités de la Révolution française.
John Theodore Tussaud meurt le 13 octobre 1943 à Londres.